# Beauharnois-Salaberry
Pour les articles homonymes, voir Beauharnois et Salaberry.
Beauharnois-Salaberry est une municipalité régionale de comté du Québec (Canada) située au centre du Suroît dans la région administrative de la Montérégie. Son  chef-lieu est Beauharnois et Salaberry-de-Valleyfield est la ville la plus peuplée.

## Géographie
La municipalité régionale de comté (MRC) de Beauharnois-Salaberry est située le long du fleuve Saint-Laurent entre les lacs lac Saint-François et Saint-Louis, face au confluent de la rivière des Outaouais. Les MRC limitrophes sont Roussillon au nord-est, Les Jardins-de-Napierville à l'est, Le Haut-Saint-Laurent au sud. Au nord-ouest, sur la rive opposée du Saint-Laurent se trouve Vaudreuil-Soulanges. La dénivellation du Saint-Laurent est importante entre le lac Saint-François, à une altitude de 46 mètres, et le lac Saint-Louis, lequel est à une altitude de 21 m. Le fleuve est ponctué de plusieurs rapides et cascades, dont les rapides des Cèdres. Le territoire de la MRC est traversé par le canal de Beauharnois. Le territoire couvre une superficie totale de 522 km2, dont 468 km2 terrestres. La rivière Châteauguay arrose le sud du territoire.

### Entités territoriales
La MRC est constituée de sept municipalités locales.
| Nom                          | Statut                   | Population 2021 | Superficie (km2) | Densité (h/km2) | Ref. |
| ---------------------------- | ------------------------ | --------------- | ---------------- | --------------- | ---- |
| Beauharnois                  | Ville                    | 13 638          | 83,7             | 162,94          |      |
| Saint-Louis-de-Gonzague      | Municipalité de paroisse | 1 950           | 91,4             | 21,33           |      |
| Saint-Stanislas-de-Kostka    | Municipalité             | 1 852           | 62,4             | 29,68           |      |
| Saint-Urbain-Premier         | Municipalité             | 1 332           | 53,8             | 24,76           |      |
| Saint-Étienne-de-Beauharnois | Municipalité             | 1 099           | 41,6             | 26,42           |      |
| Sainte-Martine               | Municipalité             | 5 664           | 64,7             | 87,54           |      |
| Salaberry-de-Valleyfield     | Ville                    | 42 787          | 125,5            | 340,93          |      |
| Total                        | Total                    | 68 322          | 471,26           | 144,98          |      |

## Histoire

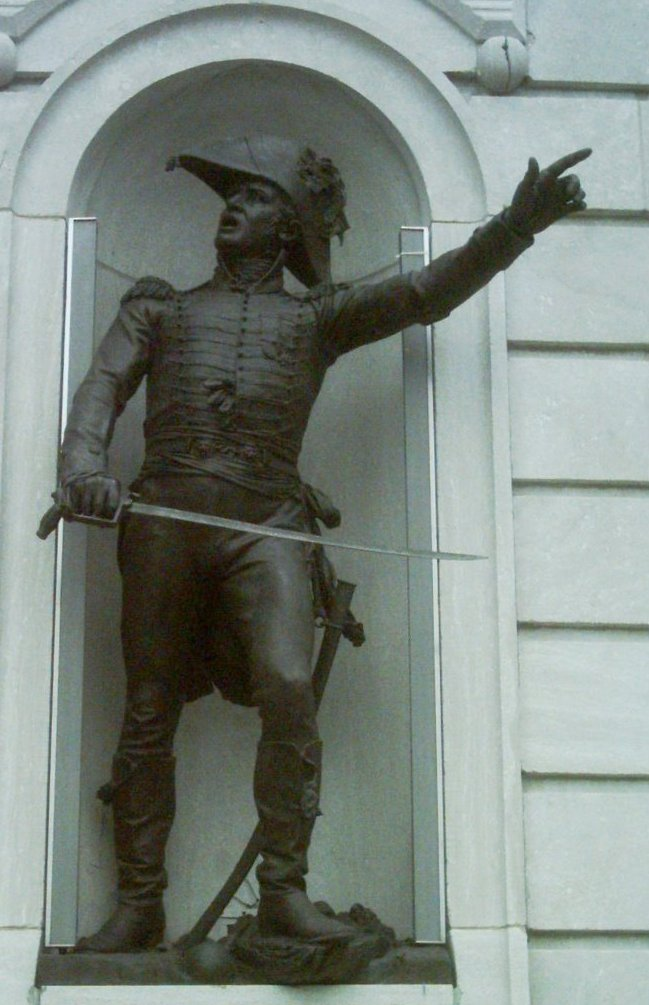
Statue de Michel de Salaberry à l'Assemblée nationale du Québec

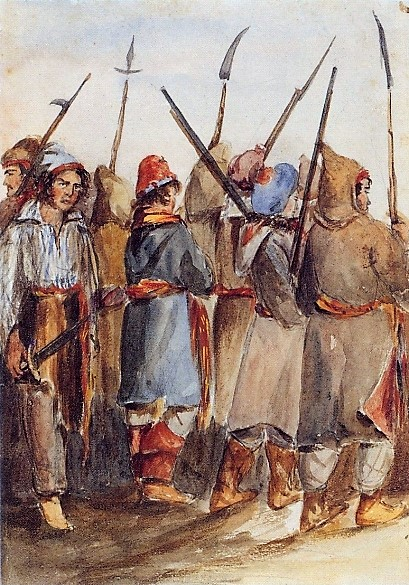
Rébellion des Patriotes à Beauharnois en 1838

Après les événements de 1837, des Patriotes fondent la société secrète des Frères Chasseurs qui recrutent des membres en Montérégie, y compris dans la seigneurie de Beauharnois où ils construisent les camps de Beauharnois et Baker à Sainte-Martine. Dans la nuit du 3 au 4 novembre 1838, 400 Frères Chasseurs convergent vers Beauharnois, désarment et font prisonniers un grand nombre de Loyalistes et s'emparent du manoir seignaurial et du bateau à vapeur. Le 9 novembre, avec le renfort de 500 Patriotes, ils vainquent 800 hommes de Colborne, remportant leur seule victoire de la campagne de 1838.
Le premier canal de Beauharnois est creusé entre 1842 et  1845 pour faciliter la navigation sur le fleuve entre les lacs Saint-Louis et Saint-François. Il  permet le développement de l'hydro-motricité, et l'essor des industries qui y sont associées comme le papier, le textile, le commerce du bois et la mouture du grain. La construction du deuxième canal de Beauharnois en 1932, permet l'implantation de la centrale hydroélectrique de Beauharnois, alors propriété de la Beauharnois Light, Heat & Power.
Marquant le développement économique du territoire, la Montreal Cotton Co. est fondée à Salaberry-de-Valleyfield en 1874. Du côté de Beauharnois, le fabricant de meubles Kilgour, construit une grande usine qui demeura prospère jusqu'en 1970.
La MRC est créée en 1982, succédant au comté de Beauharnois.
En 2012, le chantier de l'autoroute 30 est achevé dans la région, amenant un nouvel essor économique et démographique.

## Toponymie
La MRC de Beauharnois-Salaberry reprend les toponymes des deux principales villes sur son territoire. L'une est nommée en l'honneur de Charles de Beauharnois, gouverneur de la Nouvelle-France, l'autre en l'honneur de Charles-Michel d'Irumberry de Salaberry, officier canadien vainqueur de la bataille de la Châteauguay.

## Économie
L'économie régionale s'appuie sur l'industrie de fabrication, notamment de composés de métaux, de produits chimiques, d'explosifs, d'alcools. Elle compte aussi des entreprises de haute technologie, tels que des serveurs, et d'importants centres de distribution.
L'activité industrielle se concentre à Beauharnois et à Salaberry-de-Valleyfield. Elle profite de la proximité des marchés montréalais et américains ainsi que de la présence d'infrastructures telles que les voies ferrées de CSX Transportation et du Canadien National, le port de Valleyfield et la Centrale de Beauharnois.
L'agriculture demeure vigoureuse dans les municipalités rurales, ainsi qu'à Salaberry-de-Valleyfield ou une grande partie du territoire est cultivé.
La présence du Centre hospitalier régional du Suroît et d'autres organismes connexes fait en sorte que le secteur des soins de santé et de l'assistance sociale est celui employant le plus de travailleurs dans la région, le commerce de détail et la construction suivent ensuite.

## Urbanisme

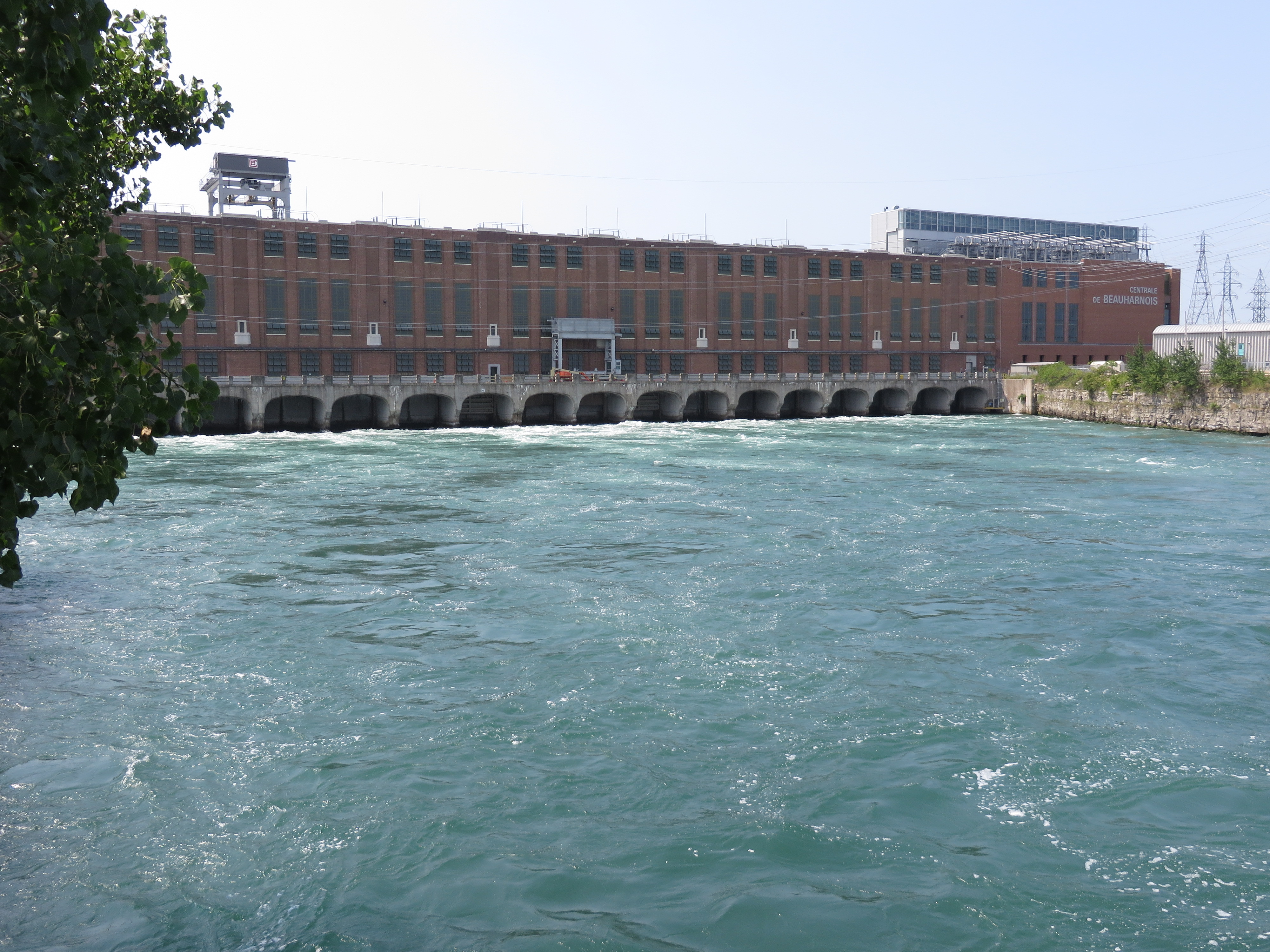
Centrale de Beauharnois

Près de 80% de la superficie se trouve en territoire agricole alors que la majorité de la population se concentre dans les centres urbains de Beauharnois et Salaberry-de-Valleyfield, importants lieux de commerce et de service.
Outre l'autoroute 30 qui alimente des développements industriels dans les deux plus grandes villes de la région, les noyaux villageois de Saint-Étienne-de-Beauharnois, Saint-Louis-de-Gonzague et Saint-Stanislas-de-Kostka se trouvent aux abords de la route 236. Une importante activité commerciale se situe également sur le boulevard Monseigneur-Langlois (route 201) à Salaberry-de-Valleyfield.
La région compose avec d'importantes infrastructures telles que la Centrale de Beauharnois (au  4e rang en ce qui a trait à la production hydroélectrique au Québec) et le port de Valleyfield. Le canal de Beauharnois constitue un autre élément marquant du territoire alors que le parc régional de Beauharnois-Salaberry, inauguré en 1996, en longe les deux rives sur une distance de quelque 50 kilomètres.

## Politique
La population de Beauharnois-Salaberry est représentée à l'Assemblée nationale du Québec par la circonscription de Beauharnois. Le territoire de la municipalité régionale de comté est compris dans la circonscription fédérale de Salaberry—Suroît.
Les députés actuels sont Claude Reid et Carole Mallette au provincial ainsi que Claude DeBellefeuille et Brenda Shanahan au fédéral.

## Démographie
La population de Beauharnois-Salaberry est largement urbaine et francophone.
| 1991   | 1996   | 2001   | 2006   | 2011   | 2016   | 2021   |
| ------ | ------ | ------ | ------ | ------ | ------ | ------ |
| 59 785 | 59 769 | 59 137 | 60 802 | 61 950 | 64 320 | 68 322 |

## Culture

### Lieux de diffusion
Valspec, situé dans le bâtiment du Cégep de Valleyfield, constitue le principal diffuseur culturel de la région. Sa salle principale peut accueillir 850 spectateurs et propose une programmation comprenant du théâtre, de la danse, de la musique, de la chanson, de l'humour et du cinéma.

### Musées
Deux grandes institutions muséales se trouvent sur le territoire, soit le Musée québécois d'archéologie de la Pointe-du-Buisson et le Musée de société des Deux-Rives (MUSO). À échelle plus locale, se trouve aussi le Musée de Sainte-Martine.

### Éducation
La région comprend une institution d'enseignement supérieur, le Cégep de Valleyfield. L'établissement, situé à Salaberry-de-Valleyfield, peut accueillir 2 300 étudiants et offre plus d'une dizaine de formations techniques en plus des programmes préuniversitaires. Son équipe de football, le Noir et Or, a connu des succès, remportant le Bol d'Or à plusieurs reprises.
Le Centre de services scolaire de la Vallée-des-Tisserands gère l'éducation francophone préscolaire, primaire et secondaire tandis que la Commission scolaire New Frontiers gère l'éducation anglophone préscolaire, primaire et secondaire.

### Patrimoine
Six lieux sont actuellement classés et protégés par le ministère de la Culture et des Communications : l'aqueduc de la Rivière-Saint-Pierre, la maison Pierre-Rousselle, le Pont Jean-De La Lande, le site archéologique de la Pointe-du-Buisson, le site patrimonial de l'Ancien-Canal-de-Beauharnois (Entrée Inférieure et Entrée Supérieure).
Au niveau du patrimoine religieux, se démarquent la Basilique-cathédrale Sainte-Cécile de Salaberry-de-Valleyfield, l'Église de Saint-Louis-de-Gonzague et l'Église Saint-Clément de Beauharnois.

### Personnalités notables
- Paul-Émile Léger, homme d'église
- Rolland Jeanneau, homme d'affaires
- Reynald Piché, peintre et sculpteur
- Jean-Paul Daoust, poète
- Normand Baillargeon, enseignant et écrivain
- Line Beauchamp, politicienne
- Jean-Luc Brassard, skieur acrobatique
- Pierre-Yves McSween, chroniqueur

## Transport
L'Autoroute de l'Acier (Autoroute 30) relie Salaberry-de-Valleyfield à Vaudreuil-Dorion au nord-ouest, et Beauharnois à Candiac et Sorel-Tracy au nord-est. Cette voie relie les différentes parties de la Montérégie et remplit le rôle de ceinture périphérique sud de Montréal. Le réseau routier supérieur comprend trois routes principales : la route 132 relie les collectivités le long du fleuve Saint-Laurent; la route 138 longe la rivière Châteauguay et relie Sainte-Martine à Montréal et à Ormstown; la route 201, de classe nationale et régionale, relie Salaberry-de-Valleyfield à l'Autoroute du Souvenir (Autoroute 20) et à Rigaud au nord, de même qu'à Ormstown au sud. La présence de plusieurs cours d'eau et plans d'eau majeurs amène plusieurs ponts et liens fluviaux. Deux ponts traversent le fleuve Saint-Laurent entre Salaberry-de-Valleyfield et Vaudreuil-Soulanges, soit les ponts Monseigneur-Langlois (Route 201) et Serge-Marcil (Autoroute 30). Trois services de navette fluviale assurent des liaisons l'été entre Vaudreuil-Soulanges et Beauharnois-Salaberry, soit Les Coteaux/Salaberry-de-Valleyfield, Les Cèdres/Salaberry-de-Valleyfield et Beauharnois/Notre-Dame-de-l'Île-Perrot.